# Phayao (Provinz)
Phayao (Thai: พะเยา, [pʰā.jāw]) ist eine Provinz (Changwat) in der Nordregion von Thailand. Die Hauptstadt der Provinz Phayao liegt im Landkreis Mueang Phayao und heißt ebenfalls Phayao.

## Geografie
Die Provinz breitet sich inmitten die malerische Berglandschaft der Phi Pan Nam-Gebirge aus. Die Berge gehen bis auf fast 1700 m Höhe (Doi Luang).
Durch den Westen und Norden der Provinz fließt der Mae Nam Ing, der bei der Provinzhauptstadt zum Phayao-See angestaut wird und später in den Mekong mündet. Der Süden der Provinz wird hingegen vom Mae Nam Yom durchflossen, einem Nebenfluss des Nan-Flusses und damit einem der vier wesentlichen Quellflüsse des Chao-Phraya-Flusssystems. 
| Benachbarte Provinzen und Gebiete: | Benachbarte Provinzen und Gebiete: |
| ---------------------------------- | ---------------------------------- |
| Norden                             | Chiang Rai                         |
| Osten                              | Nan und Landesgrenze zu Laos       |
| Süden                              | Phrae                              |
| Westen                             | Lampang                            |

### Wichtige Städte
- Chiang Kham

### Klima
Das Klima ist tropisch-monsunal. Die Höchsttemperatur betrug 42 °C, die tiefste Temperatur wurde mit 8,1 °C gemessen. An 110 Regentagen fielen in demselben Jahr nur 847,0 mm Niederschlag.

## Wirtschaft
Im Jahr 2009 betrug das „Gross Provincial Product“ (Bruttoinlandsprodukt) der Provinz 25.854 Millionen Baht. Der offizielle Mindestlohn in der Provinz beträgt 222 Baht pro Tag (etwa 4 €; Stichtag 1. April 2012). 

### Daten
Die unten stehende Tabelle zeigt den Anteil der Wirtschaftszweige am Gross Provincial Product in Prozent:
| Wirtschaftszweig | 2006 | 2007 | 2008 | 2009 |
| ---------------- | ---- | ---- | ---- | ---- |
| Landwirtschaft   | 30,6 | 29,7 | 33,3 | 31,7 |
| Industrie        | 10,3 | 11,9 | 11,0 | 11,3 |
| Andere           | 59,1 | 58,4 | 55,7 | 57,0 |

### Landnutzung
Für die Provinz ist die folgende Landnutzung dokumentiert:
- Waldfläche:                         2.054.496 Rai (3.287,2 km²), 51,9 % der Gesamtfläche
- Landwirtschaftlich genutzte Fläche: 1.109.111 Rai (1.774,6 km²), 28,0 % der Gesamtfläche
- Nicht klassifizierte Fläche:          795.805 Rai (1.273,3 km²), 20,1 % der Gesamtfläche

### Produkte
In der Provinz werden Möbel und Gebrauchsgegenstände aus Wasserhyazinthen (ผักตบชวา) hergestellt. Einwohner des Volksstamms der Thai Lue stellen einen besonderen Baumwollstoff (ผ้าฝ้ายทอมือ) her.

## Verkehr
Die Provinz Phayao besitzt keinen eigenen Flughafen oder Bahnhof. Direkt erreichbar ist Phayao mit dem Fernbus von Bangkok, Chiang Mai, Lampang. Die nächsten Flughäfen sind Chiang Rai (etwa 94 km) und Chiang Mai (etwa 150 km). Die nächsten Bahnhöfe sind ebenfalls in Chiang Mai oder Lampang (etwa 131 km).

## Geschichte

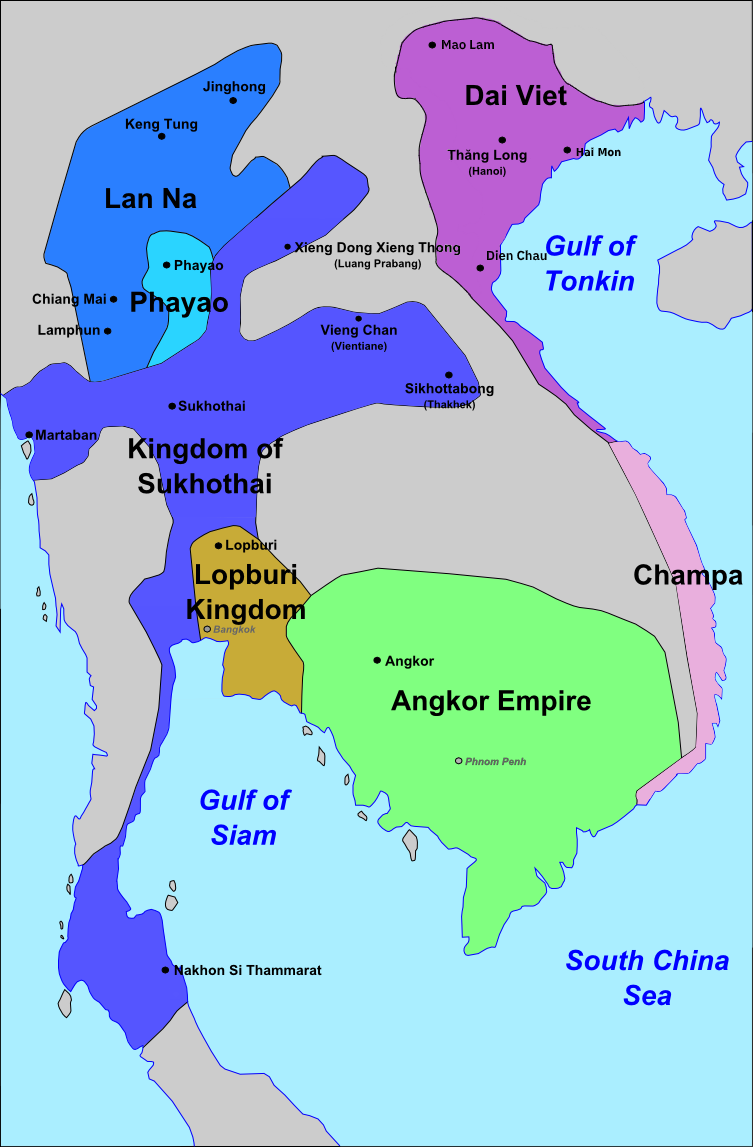
Einflusszonen in Südostasien Ende des 13. Jahrhunderts, mit dem damals unabhängigen Königreich Phayao in hellblau

Die Gegend war wohl bereits während der frühen Bronzezeit bewohnt, alte Siedlungsspuren finden sich in der Provinzhauptstadt. Hier bestand in historischer Zeit ein altes lokales Königreich, das Ende des 11. Jahrhunderts gegründet wurde und 1338 im Reich von Lan Na (mit der Hauptstadt Chiang Mai) aufging. Zu seiner Blütezeit galt das Reich Phayao unter Ngam Mueang als ebenbürtiger Partner von Lan Na (unter König Mengrai) und Sukhothai (unter König Ramkhamhaeng).
Nachdem die Birmanen Lan Na erobert hatten, wurden viele Bewohner der Landstriche nach Birma verschleppt, so auch aus Phayao. Die Gegend blieb lange verlassen. 1897 wurde Phayao Teil der Provinz Chiang Rai. 
Phayao wurde am 28. August 1977 ausgegliedert und als selbständige Provinz etabliert.

## Sehenswürdigkeiten

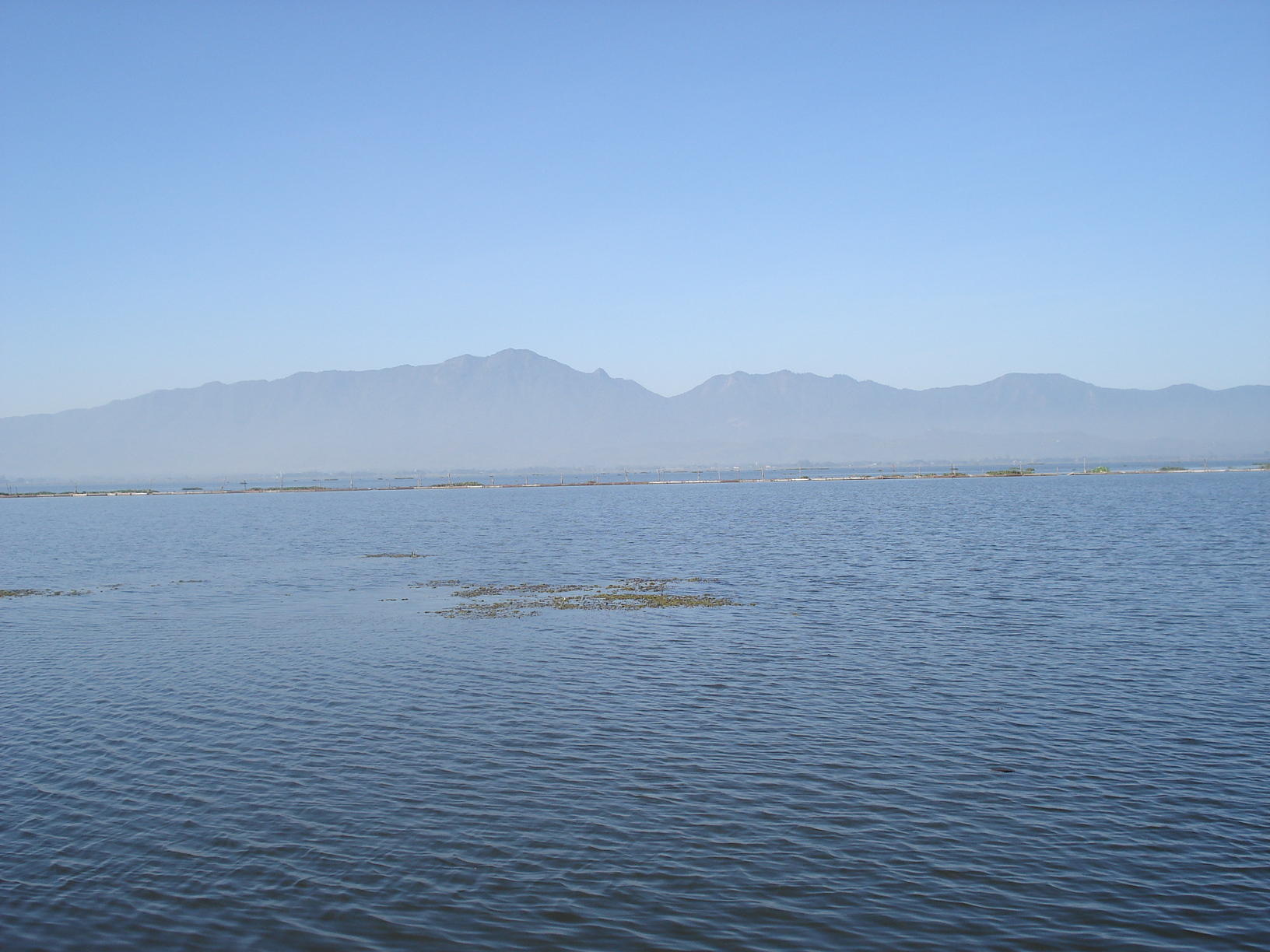
Am Kwan Phayao

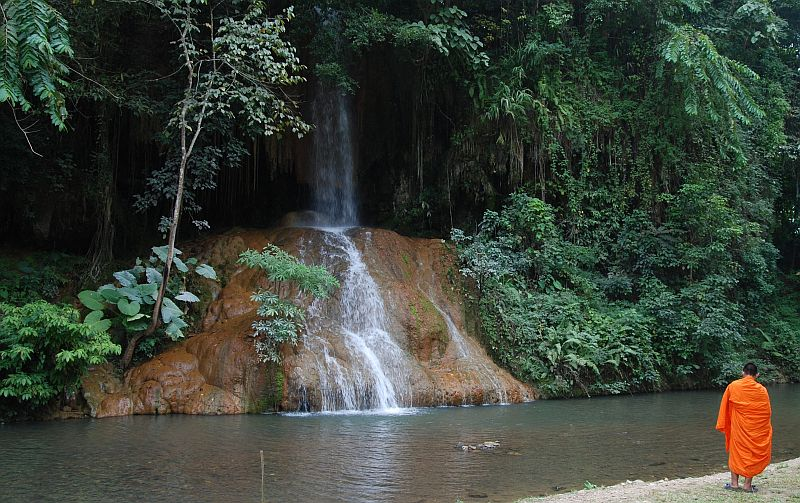
Phu-Sang-Wasserfall

- Kwan Phayao (กว๊านพะเยา) – der größte Süßwasser-See in Nordthailand nahe der Provinzhauptstadt.
- Wat Si Khom Kham (วัดศรีโคมคำ) – buddhistischer Tempel (Wat) mit der größten sitzenden Buddha-Statue von Lan Na. Sie ist 14 Meter breit und 16 Meter hoch, es soll 33 Jahre gebraucht haben, sie herzustellen.
- Wat Si Umong Kham (วัดศรีอุโมงคำ) mit einer Chedi im Chiang-Saen-Stil. Sehenswert auch die Buddha-Statue Phra Chao Lan Tu (พระเจ้าล้านตื้อ) im Lan-Na-Stil.
- Wat Phra That Chomthong (วัดพระธาตุจอมทอง) – direkt am See in einem Arboretum gelegen.
- Nationalparks:
  - Nationalpark Doi Phu Nang (อุทยานแห่งชาติดอยภูนาง) – Pfauen brüten hier von Januar bis März, sehenswert auch der Than-Sawan-Wasserfall (Namtok Than Sawan).[7]
  - Nationalpark Mae Puem (อุทยานแห่งชาติแม่ปืม)[8]
  - Nationalpark Phu Sang (อุทยานแห่งชาติภูซาง)[9]

## Symbole
Das Siegel der Provinz Phayao zeigt die berühmte Buddha-Statue des Wat Si Khom Kham (genannt Phra Chao Ton Luang). Hinter dem Buddha sind sieben Flammen zu sehen, die den Glanz Buddhas zeigen. Vor ihm sind eine Schale und zwei Reisähren aufgestellt.
Der lokale Baum ist Mammea siamensis.
Der Wahlspruch der Provinz Phayao lautet:
„Kwan Phayao, ein natürlicher See, speist alle natürlichen Lebenswege,
Der heilige Phra Chao Ton Luang wird hier bewahrt für alle Anbetenden,
Das Monument für König Ngam Mueang ist hier errichtet für die Verehrung,
Der schöne Hügel Doi Butsarakham ist ein Anziehungspunkt für Ausflügler.“

## Verwaltungseinheiten

### Provinzverwaltung
Die Provinz ist in neun Landkreise (Amphoe) gegliedert. Die Kreise sind weiter unterteilt in 68 Kommunen (Tambon) und 632 Dörfer (Muban).
| \| Nr. \| Amphoe-Name \| Thai \| \| --- \| -------------------- \| -------------- \| \| 1 \| Amphoe Mueang Phayao \| อำเภอเมืองพะเยา \| \| 2 \| Amphoe Chun \| อำเภอจุน \| \| 3 \| Amphoe Chiang Kham \| อำเภอเชียงคำ \| \| 4 \| Amphoe Chiang Muan \| อำเภอเชียงม่วน \| \| 5 \| Amphoe Dok Khamtai \| อำเภอดอกคำใต้ \| \| 6 \| Amphoe Pong \| อำเภอปง \| \| 7 \| Amphoe Mae Chai \| อำเภอแม่ใจ \| \| 8 \| Amphoe Phu Sang \| อำเภอภูซาง \| \| 9 \| Amphoe Phu Kamyao \| อำเภอภูกามยาว \| |                      |                |
| Nr. | Amphoe-Name          | Thai           |
| 1 | Amphoe Mueang Phayao | อำเภอเมืองพะเยา |
| 2 | Amphoe Chun          | อำเภอจุน        |
| 3 | Amphoe Chiang Kham   | อำเภอเชียงคำ    |
| 4 | Amphoe Chiang Muan   | อำเภอเชียงม่วน   |
| 5 | Amphoe Dok Khamtai   | อำเภอดอกคำใต้   |
| 6 | Amphoe Pong          | อำเภอปง        |
| 7 | Amphoe Mae Chai      | อำเภอแม่ใจ      |
| 8 | Amphoe Phu Sang      | อำเภอภูซาง      |
| 9 | Amphoe Phu Kamyao    | อำเภอภูกามยาว   |

### Lokalverwaltung
Für das ganze Gebiet der Provinz besteht eine Provinz-Verwaltungsorganisation (องค์การบริหารส่วนจังหวัด, kurz อบจ., Ongkan Borihan suan Changwat; englisch Provincial Administrative Organization, PAO).
In der Provinz gibt es zwei Städte (เทศบาลเมือง – Thesaban Mueang): 
- Phayao (เทศบาลเมืองพะเยา) und
- Dok Khamtai (เทศบาลเมืองดอกคำใต้).

Daneben gibt es 21 Kleinstädte (เทศบาลตำบล – Thesaban Tambon).